# Hypervolym
Hypervolym är ett mått i ett rum med dimension större än 3 på vad som motsvarar volym i ett 3-dimensionellt rum. Till exempel har den fyrdimensionella motsvarigheten till ett klot med radien r hypervolymen π2r4/2.